# Open riool
Een open riool is een plaats waar afvalwater zich al dan niet opzettelijk verzamelt en afstroomt. Vaak betreft het goten of greppels in de nabijheid van bebouwing. Hoewel open riolen tegenwoordig nog veel voorkomen in sloppenwijken in derdewereldlanden neemt het aantal langzaam af door de aanleg van riolering.
Doordat in een open riool het afvalwater kan vermengen met drinkwater of doordat rechtstreeks contact tussen mensen en het afvalwater mogelijk is ontstaat een kans op besmettelijke ziektes zoals cholera. Meestal zijn open riolen de ideale plaatsen voor verschillende soorten steekmuggen om hun eieren af te zetten.